# روبرت نيوتن بيك
روبرت نيوتن بيك (بالإنجليزية: Robert Newton Peck)‏ هو كاتب للأطفال وكاتب أمريكي، ولد في 17 فبراير 1928 في لودلو في الولايات المتحدة.

## وصلات خارجية
- الموقع الرسمي